# Motor (tijdschrift)
MOTOR Magazine was een Nederlands tijdschrift dat werd uitgegeven door New Skool Media. Het verscheen in de eindfase elke vier weken met nieuws, tests, reportages, sport en toerisme op het gebied van motoren en motorrijden. Het tijdschrift, dat zowel in Nederland als België werd uitgegeven, beleefde in 2013 zijn 100ste jaargang en behoorde daarmee tot de oudste tijdschriften van Nederland.
MOTOR Magazine begon als Weekblad Motor, het officieel orgaan van de Koninklijke Nederlandse Motorrijders Vereniging (KNMV). Leden van deze vereniging kregen dit blad automatisch thuisgestuurd. Later werd het blad verzelfstandigd en werd de uitgeeffrequentie naar eens per twee weken verlaagd. KNMV-leden kregen het blad nog maar acht keer per jaar maar konden tegen een gereduceerd tarief een volledig abonnement nemen. In 2011 eindigde deze functie toen de KNMV weer een eigen blad onder de titel GRIP begon. Hierna daalde de oplage van het blad scherp, tot onder de 14.000 in het tweede kwartaal van 2013. In de daaropvolgende grote reorganisatieronde van Sanoma Magazines eind 2013 werd gemeld dat het blad in 2014 te koop werd gezet en dat het vanaf januari 2014 als maandblad verdergaat. Medio 2014 is het blad overgenomen door New Skool Media.
Volgens HOI, Instituut voor Media Auditing had het blad in het 3e kwartaal van 2011 een betaalde kernoplage van 19.422 nummers per uitgave. In het tweede kwartaal van 2013 was dit tot 13.962 exemplaren per uitgave gedaald.
In 2017 beëindigde uitgever New Skool Media het voortbestaan van het blad. In 2021 werd Motor Magazine nieuw leven ingeblazen als blad gericht op Vlaanderen. Dit was geen lang leven beschoren; na tien reguliere nummers en een special kwam hier voortijdig een einde aan. Wel stonden voor 2022 een aantal specials gepland.

## Oplage
| Jaar | Betaalde gerichte oplage | Totaal verspreide oplage |        |
| ---- | ------------------------ | ------------------------ | ------ |
| 2004 | 24.325                   | 27.503                   | [ 6 ]  |
| 2006 | 27.166                   | 28.350                   | [ 7 ]  |
| 2007 | 26.722                   | 28.856                   | [ 8 ]  |
| 2009 | 26.085                   |                          | [ 9 ]  |
| 2010 | 26.049                   |                          | [ 9 ]  |
| 2011 | 19.028                   | 20.661                   | [ 10 ] |
| 2012 | 16.850                   | 17.676                   | [ 11 ] |